# Thủy điện Khao Mang Thượng
Thủy điện Khao Mang Thượng là công trình thủy điện xây dựng trên dòng Nậm Kim  tại xã Khao Mang huyện Mù Cang Chải tỉnh Yên Bái, Việt Nam.
Thủy điện Khao Mang Thượng có công suất 24,5 MW, sản lượng trung bình năm trên 71 triệu KWh, khởi công 2012, hoàn thành 9/2015 .

## Nậm Kim
Nậm Kim là một phụ lưu cấp 1 của Nậm Mu, phụ lưu cấp 2 của sông Đà. Nậm Kim khởi nguồn từ mạng sông suối ở vùng núi cao cỡ 2000 m ở vùng đèo Khau Phạ xã Púng Luông huyện Mù Cang Chải tỉnh Yên Bái, chảy uốn khúc với hướng chính là về phía tây .
Nậm Kim chảy qua thị trấn Mù Cang Chải, đổ vào bờ trái Nậm Mu ở bản Nà E xã Mường Kim huyện Than Uyên tỉnh Lai Châu.
Quốc lộ 32 được mở dọc theo thung lũng Nậm Kim.

## Chỉ dẫn
1. ↑  Trong tiếng Thái-Tày "Nậm" có nghĩa là nước, sông, suối.